# Trypetinae
Trypetinae zijn een onderfamilie van insecten uit de orde vliegen en muggen of tweevleugeligen (Diptera). Bij de onderfamilie zijn ruim 100 geslachten met circa 1000 soorten ingedeeld.